# Ułus
Ułus (ros.: улус; j. jakucki: улуус) – pierwotnie z tur. plemię, lud – ogół ludności u koczowników tureckich i mongolskich podporządkowanej jednemu władcy (kagan, chan), następnie jednostka organizacyjna, społeczna i terytorialna koczowników plemion w środkowej Azji i Syberii. 

## Ułus w Imperium Czyngis-Chana
Określenie ułus w imperium Czyngis-chana było określeniem nadziałów terytorialnych wydzielonych synom tego władcy: Ugedejowi, Czagatajowi, Tołujowi,  Dżocziemu (ułus tego ostatniego przejął jego syn - Batu-chan). Poszczególne ułusy uznawały zwierzchność wielkiego chana, zachowując znaczną niezależność, prowadząc własne podboje. Po rozpadzie imperium mongolskiego  część ułusów przekształciła się w samodzielne państwa.

## Inne historyczne znaczenia słowaułus
- Ułus - w XVI–XVII w. osada koczownicza lub osiedle stałe Kozaków na Syberii.
- Ułus - od XVII w. potoczne określenie jednostek administracyjnych u ludów mongolskich i częściowo tureckich pod panowaniem rosyjskim.

## Ułus we współczesnej Jakucji
- Ułus to obecnie jednostka podziału administracyjnego w Jakucji.